# Bernard Tricot
Bernard Tricot (ur. 17 czerwca 1920 w Aurillac, zm. 8 czerwca 2000 w Paryżu) – francuski polityk, sekretarz generalny prezydenta Francji.

## Działalność polityczna
Był bliskim współpracownikiem Charles’a de Gaulle’a i od 1967 do 1969 sekretarzem generalnym prezydenta. To jemu opuszczając wieczorem w piątek 25 kwietnia 1969 Pałac Elizejski prezydent przekazał informację o swojej rezygnacji i list do premiera Maurice’a Couve de Murville’a. Wiadomość o dymisji została ogłoszona tuż po północy w poniedziałek 28 kwietnia i weszła w życie w południe (w niedzielę w referendum Francuzi nie wyrazili zgody na reformę Senatu).
8 sierpnia 1985 otrzymał zlecenie od premiera Laurenta Fabiusa przeprowadzenia dochodzenia, które miało wyjaśnić przyczyny zatonięcia należącego do organizacji Greenpeace statku „Rainbow Warrior” (wcześniej prezydent François Mitterrand osobiście nakazał premierowi przeprowadzenie szybkiego śledztwa). 20 września ze stanowiska ministra obrony ustąpił Charles Hernu.